# Jizchok Leib Perez

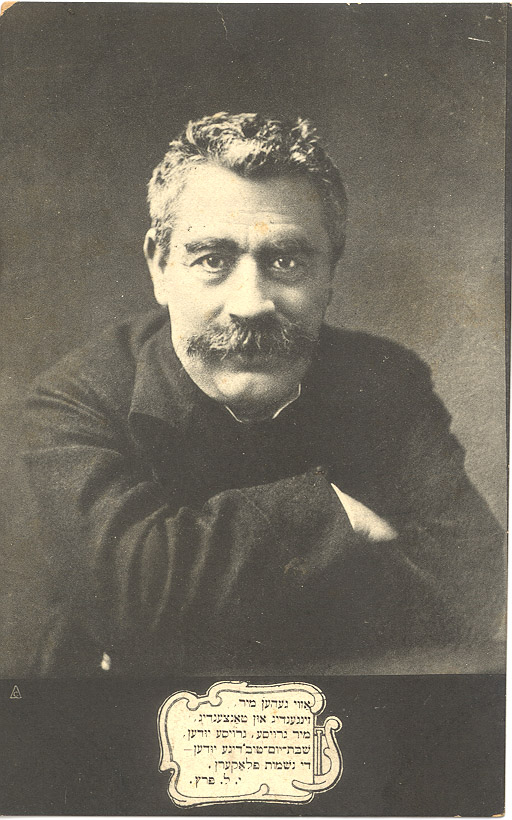
Jizchok Leib Perez

Jizchok Leib Perez (jiddisch יצחק־לייבוש פּרץ polnisch Icchok Lejbusz Perec; geboren am 18. Mai 1852 in Zamość, Kongresspolen; gestorben am 3. April 1915 in Warschau, Kongresspolen) war ein jiddischsprachiger Schriftsteller, der auch auf Polnisch und Hebräisch schrieb.
In Polen wurde sein Name als Icchok Lejbusz Perec wiedergegeben, darüber hinaus gibt es bedingt durch Transkriptionen, Transliteration oder Anpassung an die in anderen Diasporen übliche Vornamenschreibungen weitere Namensformen: Jizchak Leib Perez, Isaak Leib Perez, Jizchok Lejb Perez, Itzhok Lejb Perez, Isaak Leib Peretz usw.; wissenschaftlich auch Jicxok-Lejbuš Perec. Als Feuilletonist benutzte er die Pseudonyme Luzifer, Lez und Ben Tamar.
Neben Mendele Moicher Sforim und Scholem Alejchem gehört Perez zu den Begründern der modernen jiddischen Literatur sowie der jüdischen Belletristik überhaupt. Er gilt „als einer der bedeutendsten psychologisierenden Dichter der Weltliteratur und gleichzeitig als der hervorragendste jiddische Dramatiker“.
Perez verfasste sein literarisches Werk in polnischer, hebräischer und in jiddischer Sprache. Sein Frühwerk ist noch ganz in der jüdischen Emanzipation und Aufklärung verhaftet. Nach der gescheiterten Revolution von 1905 thematisierte er in realistischen Novellen die Lebensprobleme der chassidischen Juden in Osteuropa. In seinem Spätwerk trat diese Resignation immer mehr in den Hintergrund, zugunsten seiner symbolhaften Dramen, in denen die Mystik einen sehr großen Stellenwert einnahm.

## Leben

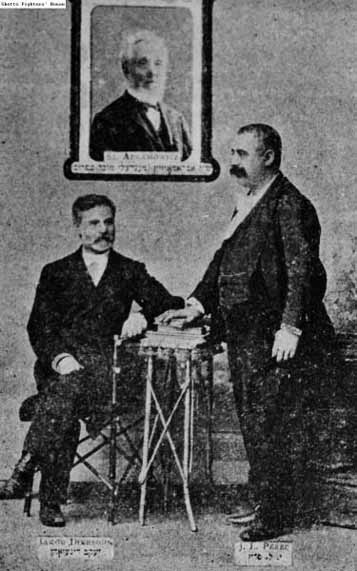
Jakob Dinesohn und J. L. Perez. Im Hintergrund ein Bild von Mendele Moicher Sforim

Perez, als Sohn wohlhabender und wohltätiger Eltern sefardischer Herkunft geboren, erhielt die übliche Bildung (Tanach, Talmud und seine Kommentare), erwarb sich aber autodidaktisch ein großes Wissen in religiösen und weltlichen Fragen, erhielt auch Privatunterricht in hebräischer Grammatik, Deutsch und Russisch. Mit zwanzig Jahren heiratete er die Tochter des hebräischen Schriftstellers Gabriel Jehuda Lichtenfeld, mit dem er gemeinsam ein Bändchen Gedichte herausbrachte. Perez studierte an der Universität Warschau Rechtswissenschaften. Nach erfolgreichem Abschluss 1877 ließ er sich mit 26 Jahren in seiner Heimatstadt als Rechtsanwalt nieder. Schon während seines Studiums war Perez politisch aktiv. Als Rechtsanwalt trat er immer wieder als politischer Redner auf und engagierte sich in der Arbeiterbildung.
Nach mehreren Verwarnungen durch die Anwaltskammer wurde Perez 1889 wegen Aufwiegelei die Zulassung als Anwalt wieder entzogen. Er übersiedelte nach Warschau, wo er von der jüdischen Gemeinde als Sekretär angestellt wurde. Seinen Lebensunterhalt verdiente Perez als Mitarbeiter in einem statistischen Büro und später als Aufseher über die jüdischen Friedhöfe Warschaus. Die Arbeit im statistischen Büro konfrontierte ihn mit der Lebenswirklichkeit und dem Elend der Landbevölkerung. Daraus folgend beschrieb er in seinem schriftstellerischen Werk vorzugsweise das Leben der jüdischen Unterschicht und propagierte die neuen Ideale des Sozialismus.
Neben den zahlreichen politisch und parteipolitisch orientierten Zeitungen und Zeitschriften entwickelten sich auch literarische Zeitschriften in Polen. Den Anfang hatte Perez bereits im Jahre 1891 mit der Gründung der Jiddischen Bibliothek gemacht, jedoch dauerte es noch einige Jahre, bis sich diese Zeitschrift etablierte. 1894 versuchte er ein zweites Mal und 1896 ein drittes Mal, diese jüdische Wochenschrift herauszugeben, um das Gedankengut von Aufklärung und Sozialismus zu verbreiten. Diese literarische Zeitschrift beschäftigte sich mit der jiddischen und hebräischen Kultur und Sprache. Der Schriftsteller und Herausgeber versuchte auf diese Weise, der jiddischen Literatur ein Forum zu verschaffen. Die erschienenen Exemplare sind Zeugnis für den revolutionären Geist dieser Jahre und die Suche nach neuen Mitteln des Ausdrucks. 1899 wurde er verhaftet und musste einige Monate ins Gefängnis. Seiner Reputation hatte das nicht geschadet.
Perez kämpfte fortan gegen die Chibbat-Zion-Bewegung, gegen Hebraisten und gegen die Orthodoxie gleichermaßen, sah vielmehr die jüdische Zukunft in der Diaspora und der jiddischen Sprache, gepaart mit einem milden Sozialismus. So veröffentlichte er 1894 auch eine scharfe Kritik an Achad Haam im hebräischen Sammelbuch Hachez; übrigens stand er dabei dem „Bund“, der jüdischen sozialistischen Partei seiner Zeit, kritisch gegenüber. Seit seiner Rede auf der jiddischistischen Konferenz in Czernowitz 1908 wurde er zu einem der Wortführer der Vorkämpfer für das Jiddische. Allerdings hatte er sich auf der Konferenz gegen die Resolution gewehrt, Jiddisch sei die einzige nationale Sprache der Juden. 1910 übertrug man ihm die Leitung der Jüdisch-Literarischen Gesellschaft in Warschau.
Perez war ohne Frage der Mittelpunkt der jüdischen Literatur in Polen. Studenten und Akademiker wandten sich an ihn, baten ihn um Beurteilung ihrer Schriften oder um Rat in gesellschaftlichen Fragen. So wurde Warschau zum Zentrum jüdischer Dichtung und jüdischen Theaters. Nach seinem Tode hielt der Expressionismus dann auch in die jiddische Literatur Einzug. Hirsch David Nomberg wurde nach Perez’ Tod zur literarischen Hauptfigur in Warschau.
Im Alter von 64 Jahren starb Itzhok Lejb Perez am 3. April 1915 in Warschau. Seine Beerdigung auf dem Jüdischen Friedhof an der Okopowa-Straße wuchs zu einer spontanen politischen Veranstaltung, an der weit über 100.000 Personen teilnahmen.
Nach dem Tode von Jizchok Leib Perez, dessen Wohnung Treffpunkt von Schriftstellern gewesen war, wurde 1916 der Jüdische Schriftsteller- und Journalistenverein gegründet. Bekannt wurde dieser Verein unter dem Namen Tlomatske 13.

## Werke (Auswahl)
- Sippurim beschir, 1877 (Gedichte, gemeinsam mit G. J. Lichtenfeld)
- Obwohl er sündigte, ist er ein Jude,[7] 1887
- Der Dibbuk und der Verrückte,[7] 1887
- Die Rechtfertigung des Beschuldigten,[7] 1887
- Monisch,[8] 1888
- Der gojlem,[9] 1890
- Bilder fun a provints-rajse,[10] 1891
- Di Jidische Bibliothek (als Herausgeber), 1891 ff.
- Ha-ugaw,[11] 1894
- Lel sewa’a,[7] 1894
- Jontew-Bletlech[12] (als Herausgeber), 1894–1896 (17 Lieferungen)
- Bakante bilder, 1895 (Novellen)
- Der meschugener batlen (Habatlan hameschugga), 1895 (Novellen)
- Churbn beiß Zaddik[13] 1903
- Folkstimliche geschichten.[14] 1903–1904
- Bajnacht ojfn altn mark,[15] 1907 („Die Nacht auf dem alten Markt“: ein Spiel in vier Akten. Nach dem Jüd. von Hugo Zuckermann. Eingel. von Martin Buber. Löwit, Wien 1915.)
- Di goldene kejt („Die goldene Kette“), 1907[16] 1908
- Chassidisch, 1908
- Jiddisch, 1910 (Sammelbuch)
- Nuch der kwire,[17] 1914
- Er und sie,[17] 1914
- A frimorgen,[17] 1914
- Schampanjer,[17] 1914
- S’brennt,[17] 1914
- Wegn kinder,[17] 1914
- Chassidische Geschichten, aus dem Jüd. von Alexander Eliasberg, Löwit, Wien 1917
- In der Postkutsche, 1919
- Zorn einer Frau, 1919
- Meine Erinnerungen,[18] 1928 (Autobiographie)

Ohne Jahr bzw. nicht ermittelt
- A kaas vun a Jidene[19]
- Das Straimel
- Der Hamoju (Zeitschrift)
- Der Meschullach
- Di drei Neitorins („Die drei Näherinnen“; Gedicht)
- Die frume Katz[20]
- Die Hilf (Zeitschrift)
- Die Kabbalisten[21]
- Die kleine Stadt[22]
- Eine Schreckensnacht (hebräisch)
- Ha’ischa marat Channa[23]
- Hakaddisch (seine erste chassidische Dichtung)
- Hina haktana („Hier ist die Kleine“; deutsch unter dem Titel Krähwinkel)[24]
- Idee und Harfe (hebräisch)
- In Fligel far Meschuggoim
- In Polisch ojf der kejt (Drama)
- Meisselach
- Mendel Braines[23]
- Moschiachs Zeiten
- Mussar[23]
- R. Chanina ben Dosa
- Rabbi Jossel
- Schalom bajit
- Wus in Fidale steckt (chassidisches Drama, Umarbeitung der Erzählung A Klesmers toit)
- Zeitklänge

Werkausgaben (Auswahl):
- Gesammelte Hebräische Werke (Tuschiah-Ausgabe, 10 Bände), 1899–1901
- Gesamtausgabe (hebräisch und jiddisch), 1901
- Progres-ojsgabe, 1908 (10 Bände, jiddisch)
- Jüdische Geschichten, 1916 (deutsch)
- Chassidische Geschichten, 1917 (deutsch)
- Aus dieser und jener Welt, 1919 (deutsch)
- Drei Dramen, 1920 (deutsch)
- New York 1920 (13 Bände, jiddisch)
- Die Zeit, 1923 (deutsch)
- Wilna 1925–1929 (20 Bände, jiddisch, Verlag Kletzkin)
- Morgn-frajhajt-ojsgabe, New York (15 Bände, jiddisch, unvollendet)
- Geklibene derzejlungen, Winnipeg 1942
- Buenos Aires 1944 (18 Bände, jiddisch)
- New York 1946 (11 Bände, jiddisch)
- Ojsgewejlte schriftn, Bukarest 1959
- In keler-schtub. Derzejlungen, Moskau 1959
- Erzählungen aus dem Ghetto, 1961 (deutsch)
- Der Golem, 1967 (deutsch)
- Baal Schem als Ehestifter und andere Erzählungen, Verlag Volk und Welt, Berlin, 1969 (Illustrationen von Anatoli L. Kaplan; Nachwort Jutta Janke)
- Geklibene derzejlungen, Mexiko-Stadt o. J.
- Annette Weber (Hrsg.): Isaak Leib Perez: Leben sollst du. Ostjüdische Erzählungen. Aus dem Jiddischen von Mathias Acher. Mit Bildern von Marc Chagall. Herder, Freiburg im Breisgau 1993.

## Gedenken
Nach Jizchok Leib Perez wurden in Polen mehrere Straßen und Plätze benannt (ulica bzw. plac Icchaka Lejba Pereca), so in Zamość, Warschau, Breslau und Kutno sowie eine infolge der März-Unruhen 1968 in Polen aufgelöste jüdische Schule in Łódź (1945–1968).
In Winnipeg, Kanada, wurde 1915 die J. L. Peretz Folk School gegründet, wo man auf Jiddisch und Englisch unterrichtete. Ihre Tradition lebt fort in dem Asper Jewish Community Campus.
In New Jersey, im Weichbild von New York City, gibt es eine weitere Schule, die nach ihm benannt ist.